# Доротеїнштадтський цвинтар
Доротеїнштадтський цвинтар (нім. Dorotheenstädtischer Friedhof) — цвинтар, в історичному центрі столиці Німеччини — Берліні, в районі Берлін-Мітте в історичному кварталі Доротеїнштадті, де похована велика кількість видатних особистостей. Він займає площу 17 000 м2, а його головний вхід розміщений за адресою вул. Шосейна (нім. Chausseestraße), 126. Завдяки художній та історичній цінності могил, особливо тих, що датуються XIX століттям, цей цвинтар з 1983 року охороняється законом.

## Історія
Оскільки місто Берлін значно розширилося в середині XVIII століття, виникла необхідність знайти нове місце поховання. Тому король Фрідріх Великий надав право побудувати новий цвинтар за межами митних стін, щоб уникнути ризику епідемій. Його заснування датується 1762 роком, поруч із французьким цвинтарем, заснованим у 1780 році. Спочатку це було кладовище для не дуже заможних жителів міста, але коли в районі з'явилися такі престижні установи, як Академія мистецтв, Академія співу, Академія архітектури, Академія наук або Берлінський університет, цвинтар змінив свій вигляд, і нові споруджені могили стали значно якіснішими.
Між 1814 і 1826 роками Доротеїнштадтський цвинтар розширювався кілька разів, а в 1834 році лютеранська парафіяльна громада Доротеїнштадта придбала велику ділянку (тепер це цвинтар Доротеїнштадт II) в районі Ґезундбруннен. Спільнота району Фрідріхсвердер придбала ділянку в Кройцберзі. Обидві громади об'єдналися в 1945 році, і громада Фрідріхсвердер відповідає за обидва цвинтарі з 1961 року.
У 1860 році старий цвинтар закрили для нових поховань, а нові поховання дозволялося здійснювати лише на існуючих могилах. Коли в 1889 році частину цвинтаря продали для розширення Ганноверської вулиці, могили Гегеля, Фіхте, Кленце та інших були перенесені. Нові концесії були дозволені з 1921 року.
Цвинтар, як і околиці, особливо постраждав від бомбардувань наприкінці Другої світової війни. Він став частиною Східного Берліна після війни і містить могили східнонімецьких діячів і художників. У 2000—2006 роках відбувалися реставраційні роботи на могилах історичних діячів.

## Поховані особистості
- Бах Август[de] (1785—1867), філолог;
- Бейєр Франк[de] (1932—2006), кінорежисер;
- Бехер Йоганнес Р. (1891—1958), поет і міністр культури Німецької Демократичної Республіки;
- Бойт Пітер[de] (1781—1853), прусський реформатор;
- Боляй Бербель[de] (1945—2010), художник;
- Борзіг Август (1804—1854), прусський промисловець;
- Браш Томас[de] (1945—2001), письменник і драматург;
- Брехт Бертольт (1898—1956), драматург, режисер і поет;
- Ельфріде Брюнінг[de] (1910—2014), журналістка та письменниця;
- Рудольф фон Дельбрюк[de] (1817—1903), прусський політичний діяч;
- Пауль Дессау (1894—1979), композитор, чоловік Елізабет Гауптманн;
- Слатан Дудов[de] (1903—1963), кінорежисер;
- Ганнс Айслер[de] (1898—1962), музичний теоретик і композитор;
- Еріх Енґель (1891—1966), кінорежисер і театральний режисер;
- Йоганн Ґотліб Фіхте (1762—1814), філософ;
- Ервін Гешоннек (1906—2008), актор;
- Франц Крупкат (1894—1927), німецький велосипедист;
- Георг Людвіг Гартіг[de] (1764—1837), агроном;
- Елізабет Гауптманн[de] (1897—1973), співробітниця та коханка Бертольда Брехта, дружина Пауля Дессау;
- Джон Гартфілд, народжений як Гельмут Герцфельд (1891—1968), фотограф та ілюстратор;
- Віланд Герцфельд, народжений Віланд Герцфельд (1896—1988), видавець і письменник;
- Георг Вільгельм Фрідріх Гегель (1770—1831), філософ;
- Вольфганг Гільбіг (1941—2007), письменник;
- Ганне Гійоб[de], уроджена Брехт (1923—2009), акторка, донька Бертольда Брехта;
- Фрідріх Гітциг (1811—1881), архітектор;
- Юліус Едуард Гітциг (1760—1849), юрист і письменник;
- Фрідріх Едуард Гофман (1818—1900) винахідник печі Гофмана;
- Август Вільгельм фон Гофман (1818—1892), хімік;
- Крістоф Вільгельм Гуфелянд (1762—1836), лікар;
- Лін Джалдаті (1912—1988), голландська клезмер-співачка;
- Мартін Генріх Клапрот (1743—1817), хімік;
- Вольфганг Ланггоф (1901—1966), східнонімецький актор;
- Генріх Густав Магнус (1802—1870), фізик і хімік;
- Генріх Манн (1871—1950), письменник, брат Томаса Манна;
- Герберт Маркузе (1898—1979), філософ, соціолог і політолог;
- Альфред Матуше (1909—1973), драматург; Ганс Маєр (1907—2001), дослідник літератури та соціальних наук;
- Бернгард Мінетті (1905—1998), актор;
- Фрідріх фон Моц (1775—1830), прусський політичний діяч;
- Гайнер Мюллер (1929—1995), драматург-анархіст і театральний режисер;
- Ернст Літфасс (1816—1874), видавець;
- Дені Понсе (1948—2014), продюсер художніх та документальних фільмів;
- Йоганнес Рау (1931—2006), восьмий федеральний президент Німеччини;
- Крістіан Даніель Раух (1777—1857), скульптор;
- Карл Фрідріх Рунгенхаген (1778—1851), композитор і педагог;
- Йоганн Готфрід Шадов (1764—1850), скульптор;
- Герман Шівельбейн (1817—1867), скульптор;
- Карл Фрідріх Шинкель (1781—1841), архітектор;
- Анна Сегерс, уроджена Рейлінг (1900—1983), літераторка;
- Макс Спітта (1842—1902), архітектор;
- Фрідріх Август Штюлер (1800—1865), архітектор;
- Джордж Таборі (1914—2007), письменник, драматург і театральний режисер;
- Гелена Вайгель (1900—1971), директорка Берлінського ансамблю, дружина Бертольта Брехта;
- Арнольд Цвейг (1887—1968), письменник.